# Министерство культуры Индии
Министерство культуры Индии отвечает за сохранение и развитие культуры и искусства. Министр культуры является членом Совета Министров.

## Структура
- Центр археологических исследований Индии
- Библиотека Центрального секретариат
- Национальные архивы Индии

### Подчиненные органы
- Антропологические службы Индии, Калькутта
- Центральная справочная библиотека, Калькутта
- Национальная научно-исследовательская лаборатория по охране культурных ценностей, Лакхнау
- Национальная галерея современного искусства, Нью-Дели
- Национальная галерея современного искусства, Мумбаи
- Национальная галерея современного искусства, Бангалор
- Национальная библиотека Индии, Калькутта
- Национальный музей, Нью-Дели